# Bartosz Nowacki
Bartosz Leszek Nowacki (ur. 10 grudnia 1976 w Mogilnie) – polski samorządowiec i urzędnik, w latach 2006–2010 członek zarządu województwa kujawsko-pomorskiego III kadencji, w latach 2018–2021 starosta mogileński.

## Życiorys
Syn Leszka i Marii. Absolwent Technikum Rolniczego w Bielicach (1996) oraz Akademii Rolniczo-Technicznej w Bydgoszczy ze specjalnością ochrona roślin (2001). Od 2001 do 2002 pracował w firmie handlowo-usługowej, następnie zatrudniony jako specjalista w Agencji Restrukturyzacji i Modernizacji Rolnictwa w ramach oddziałów w Mogilnie i Toruniu (gdzie objął funkcję p.o. wicedyrektora). Prowadził też własną firmę transportową.
Zaangażował się w działalność polityczną w ramach Samoobrony RP (podobnie jak jego ojciec Leszek), m.in. w 2002 kandydował z jej listy na radnego województwa, a w 2007 do Sejmu. Był asystentem społecznym posła Lecha Kuropatwińskiego. W 2006 uzyskał mandat radnego sejmiku kujawsko-pomorskiego. 24 października 2006 powołany na członka zarządu województwa kujawsko-pomorskiego odpowiedzialnego za infrastrukturę i przedsiębiorczość. W 2009 formalnie wystąpił z Samoobrony RP, zasiadł wówczas w klubie Kujawsko-Pomorskie Porozumienie Samorządowe. Zajmował stanowisko do końca kadencji zarządu 29 listopada 2010, następnie zatrudniono go w Urzędzie Marszałkowskim jako dyrektora Departamentu Infrastruktury. Pomiędzy 2011 a 2016 pozostawał szefem departamentu odpowiedzialnego za transport w tym urzędzie, a w latach 2016–2017 był zastępcą dyrektora Kujawsko-Pomorskiego Oddziału Przewozy Regionalne. W 2010 związał się z Platformą Obywatelską. Z jej listy w 2010, 2014 i 2018 wybierany do rady powiatu mogileńskiego, od 2010 do 2014 był jej wiceprzewodniczącym. W 2018 powołany na starostę powiatu. W grudniu 2021 został odwołany z tego stanowiska. W 2024 uzyskał reelekcję w radzie powiatu z ramienia lokalnego komitetu.

## Życie prywatne
Żonaty, ma dwoje dzieci-bliźniąt.